# 대한민국의 웹 게임 사이트 목록
다음은 대한민국의 웹 게임 사이트 목록이다.

## 폐쇄
- 야후! 코리아 - 2012년 12월 31일
- 다음 키즈짱 - 2015년 5월 19일
- 퍼니또
- 쥬니어 네이버 게임랜드
- 게임 엔젤 - 2020년 1월 1일